# CTSH
CTSH (англ. Cathepsin H) – білок, який кодується однойменним геном, розташованим у людей на короткому плечі 15-ї хромосоми. Довжина поліпептидного ланцюга білка становить 335 амінокислот, а молекулярна маса — 37 394.
| 10         |  | 20         |  | 30         |  | 40         |  | 50         |
| ---------- |  | ---------- |  | ---------- |  | ---------- |  | ---------- |
| MWATLPLLCA |  | GAWLLGVPVC |  | GAAELCVNSL |  | EKFHFKSWMS |  | KHRKTYSTEE |
| YHHRLQTFAS |  | NWRKINAHNN |  | GNHTFKMALN |  | QFSDMSFAEI |  | KHKYLWSEPQ |
| NCSATKSNYL |  | RGTGPYPPSV |  | DWRKKGNFVS |  | PVKNQGACGS |  | CWTFSTTGAL |
| ESAIAIATGK |  | MLSLAEQQLV |  | DCAQDFNNHG |  | CQGGLPSQAF |  | EYILYNKGIM |
| GEDTYPYQGK |  | DGYCKFQPGK |  | AIGFVKDVAN |  | ITIYDEEAMV |  | EAVALYNPVS |
| FAFEVTQDFM |  | MYRTGIYSST |  | SCHKTPDKVN |  | HAVLAVGYGE |  | KNGIPYWIVK |
| NSWGPQWGMN |  | GYFLIERGKN |  | MCGLAACASY |  | PIPLV      |  |            |

A: Аланін

C: Цистеїн

D: Аспарагінова кислота

E: Глутамінова кислота

F: Фенілаланін

G: Гліцин

H: Гістидин

I: Ізолейцин

K: Лізин

L: Лейцин

M: Метіонін

N: Аспарагін

P: Пролін

Q: Глутамін

R: Аргінін

S: Серин

T: Треонін

V: Валін

W: Триптофан

Кодований геном білок за функціями належить до гідролаз, протеаз, тіолових протеаз. 
Локалізований у лізосомі.